# Crisis de Camboya de 1997
La crisis de Camboya de 1997 también conocido como Golpe del 97 (sobre todo por los críticos al gobierno de Hun Sen) fueron una serie de choques militares e institucionales ocurridos en Camboya entre julio y agosto de 1997. Como resultado de estos choques, Hun Sen, nombrado "Segundo Primer ministro" como parte del gobierno de coalición elegido en 1993 forzó la dimisión del Primer ministro titular, Norodom Ranariddh, y lo reemplazó por Ung Huot, iniciando el desangramiento del gobierno del partido Funcinpec mediante el cual, tras su triunfo en las elecciones de 1998, se hizo del poder.
El choque político también consistió en el último ataque militar de los Jemeres Rojos, que desaparecieron dos años después. Durante este breve conflicto, decenas de personas murieron y cerca de doscientas resultaron heridas, sobre todo funcionarios del partido del gobierno.

## Antecedentes
El 16 de marzo de 1992, se estableció la Autoridad Provisional de las Naciones Unidas en Camboya, con el objetivo de restaurar la estabilidad y democracia en el país asiático, siendo su jefe Yasushi Akashi. A mediados de 1993, se celebraron las primeras elecciones libres de Camboya. Los Jemeres Rojos, que aún no habían sido desmilitarizados y controlaban una pequeña porción de territorio, se las arreglaron para excluir de votar a un 6% del electorado, aunque la participación de todas formas fue muy alta y llegó a los cuatro millones de votantes (un 90% de los inscritos para votar).
Los resultados de estos comicios dieron un legislativo fragmentado. El Frente Unido Nacional para una Camboya Independiente, Neutral, Pacífica y Cooperativa (conocido como Funcinpec), que anteriormente era una guerrilla monarquista que luchaba contra el gobierno, obtuvo el 45% de los votos y 58 de los 120 escaños, convirtiendo al príncipe Norodom Ranariddh en el primer Primer ministro de Camboya democráticamente electo. Sin embargo, Hun Sen, que había sido líder de la Camboya comunista desde 1985, se negó a abandonar el poder, y debió establecerse un gobierno de coalición con el Partido Popular de Camboya o CPP (partido de Hun Sen) que había sido el segundo más votado. Hun Sen fue elegido entonces "Segundo Primer ministro" del Real Gobierno de Camboya. Días después, la monarquía fue restaurada.

## Ruptura del gobierno y enfrentamientos
A lo largo de 1997, las tensiones entre Ranariddh y Hun Sen aumentaron significativamente. Finalmente, la noche del 5 de julio, militares partidarios del Funcinpec y partidarios del Partido Popular iniciaron un fuerte enfrentamiento armado con un alto número de bajas. La prensa local, y algunos intelectuales interpretaron esto rápidamente de manera general como un "sangriento golpe de estado perpetuado por el hombre fuerte Hun Sen", sin realizar una investigación más seria y neutral de las causas y su desarrollo. Tony Kevin, embajador de Australia en Camboya, fue quien emitió la declaración más neutral, y periodista Barry Wain escribió que "las tropas de Hun Sen derrotaron a las tropas monarquistas del príncipe Ranariddh en Nom Pen".
Thomas Hammarberg, Representante Especial de las Naciones Unidas sobre los derechos humanos en Camboya, dejó claro en su informe de octubre de 1997 a la Asamblea General de la ONU: "los acontecimientos del 5 y 6 de julio fueron un golpe de Estado". En retrospectiva, las causas del conflicto se pueden encontrar en el poder compartido de los dos partidos del gobierno, y la alianza opositora que el Funcinpec estaba gestando con el Partido Sam Rainsy, que podía provocar problemas para el CPP, el cual aún tenía acceso a algunos centros de poder como parte de la coalición. Ambos lados del conflicto se acusaron mutuamente de haber recibido ayuda de los Jemeres Rojos. Hun Sen afirmó que Ranariddh estaba planeando un autogolpe para deshacerse de él con ayuda de la guerrilla comunista, pero de todas formas varios guerrilleros de los Jemeres Rojos fueron vistos con partidarios de Hun Sen.
El día 5 de julio, las tropas dirigidas por el general Ke Kim Yan, del CPP, rodearon una guarnición militar perteneciente a Bun Chhay Nhek en la provincia de Kompung Speu. Ke Kim Yan intentó convencer Bun Chhay Nhek de disolver su guarnición, pero fracasó. Al mismo tiempo, la policía militar se alineó con el CPP y exigió a las milicas del Funcinpec, lideradas por Chao Sambath, que entregaran las armas. Nhek Bun Chhay respondió ordenando a las tropas del Funcinpec defenderse del avance del CPP y la policía militar, y detener el intento por parte de las fuerzas golpistas de tomar el Aeropuerto Internacional de Nom Pen, donde se encontraban en ese momento la mayoría de las tropas partidarias del Funcinpec. Al día siguiente, el 6 de julio, Hun Sen regresó de sus vacaciones en Vung Tau, y desplegó sus unidades de escolta a las fuerzas regulares que luchaban tropas del Funcinpec. Las fuerzas del Funcinpec sufrieron muchas bajas y acabaron teniendo que retirarse, huyendo a la provincia de Oddar Mean Chey.

## Consecuencias
El mismo 6 de julio, Norodom Ranariddh partió al exilio, sin ser formalmente destituido hasta el 6 de agosto. Ung Huot, del Funcinpec, fue puesto en el cargo de Primer ministro, aunque era visto como un mero títere de Hun Sen. Luego de que la frágil resistencia del gobierno fuese aplastada, continuó habiendo insurgencias del Funcinpec y los Jemeres Rojos, sobre todo en el norte del país, aunque finalmente el gobierno de Ung Huot pudo sofocar las rebeliones antes del 3 de agosto.
Durante estos enfrentamientos, varios líderes del Funcinpec fueron asesinados, y cerca de cien civiles murieron en los disturbios posteriores. En las elecciones de 1998, el Funcinpec perdió varios escaños y el Partido Popular se alzó con la victoria, llevando a Hun Sen al cargo de Primer ministro titular.